# Xã Carroll, Quận Texas, Missouri
Xã Carroll (tiếng Anh: Carroll Township) là một xã thuộc quận Texas, tiểu bang Missouri, Hoa Kỳ. Năm 2010, dân số của xã này là 1.056 người.